# Réka Luca Jani
Réka Luca Jani (* 31. Juli 1991 in Siófok) ist eine ehemalige ungarische Tennisspielerin.

## Karriere
Jani bevorzugt laut ITF Sandplätze und spielt überwiegend ITF-Turniere, auf denen sie bislang 24 Einzel- und 34 Doppeltitel gewann. Sie qualifizierte sich 2011 erstmals für ein Grand-Slam-Turnier, schied bei den US Open aber bereits in der ersten Runde aus.
Sie spielte sowohl in der Tennis-Bundesliga als auch nach dem Abstieg in der 2. Tennis-Bundesliga für den TC Rüppurr Karlsruhe.
Jani debütierte im Februar 2010 in der ungarischen Fed-Cup-Mannschaft; bei ihren 35 Fed-Cup-Partien gelangen ihr 19 Siege.
Im Juli 2024 gab sie ihren Rücktritt bekannt.

## Turniersiege

### Einzel
| Nr. | Datum              | Turnier               | Kategorie   | Belag        | Finalgegnerin                        | Ergebnis       |
| --- | ------------------ | --------------------- | ----------- | ------------ | ------------------------------------ | -------------- |
| 1.  | 13. September 2009 | Budapest              | ITF $10.000 | Sand         | Lucie Kriegsmannová                  | 7:63, 6:2      |
| 2.  | 26. September 2009 | Telawi                | ITF $25.000 | Sand         | Melanie Klaffner                     | 6:2, 6:4       |
| 3.  | 29. August 2010    | Vinkovci              | ITF $10.000 | Sand         | Zuzana Linhová                       | 6:2, 6:4       |
| 4.  | 27. März 2011      | Antalya               | ITF $10.000 | Sand         | Garbiñe Muguruza                     | 6:2, 6:1       |
| 5.  | 5. Juni 2011       | Přerov                | ITF $25.000 | Sand         | Karolína Plíšková                    | 6:0, 6:3       |
| 6.  | 14. August 2011    | Istanbul              | ITF $10.000 | Hartplatz    | Christina Shakovets                  | 6:4, 6:1       |
| 7.  | 16. Oktober 2011   | Sant Cugat del Vallès | ITF $25.000 | Sand         | Margalita Tschachnaschwili-Ranzinger | 6:4, 6:2       |
| 8.  | 22. Oktober 2011   | Sevilla               | ITF $25.000 | Sand         | Estrella Cabeza Candela              | 2:6, 6:3, 6:3  |
| 9.  | 13. Januar 2013    | Antalya               | ITF $10.000 | Sand         | Marrit Boonstra                      | 6:1, 1:6, 7:64 |
| 10. | 20. Januar 2013    | Antalya               | ITF $10.000 | Sand         | Sopia Kwazabaia                      | 6:0, 6:1       |
| 11. | 17. März 2013      | Madrid                | ITF $10.000 | Sand         | Sofija Kowalez                       | 6:0, 6:1       |
| 12. | 24. März 2013      | Madrid                | ITF $10.000 | Sand (Halle) | Bernarda Pera                        | 2:6, 6:4, 6:4  |
| 13. | 7. Juli 2013       | Přerov                | ITF $15.000 | Sand         | Jekaterina Alexandrowa               | 6:2, 7:64      |
| 14. | 28. Juli 2013      | Palić                 | ITF $10.000 | Sand         | Milana Špremo                        | 6:0, 6:3       |
| 15. | 4. August 2013     | Bad Saulgau           | ITF $25.000 | Sand         | Patricia Mayr-Achleitner             | 7:64, 6:3      |
| 16. | 25. August 2013    | Prag                  | ITF $10.000 | Sand         | Zuzana Zálabská                      | 7:5, 6:1       |
| 17. | 26. Oktober 2014   | Iraklio               | ITF $10.000 | Hartplatz    | Barbara Haas                         | 6:4, 3:6, 7:66 |
| 18. | 30. November 2014  | Antalya               | ITF $10.000 | Sand         | Ekaterine Gorgodze                   | 6:4, 6:0       |
| 19. | 12. April 2015     | Chiasso               | ITF $25.000 | Sand         | Alexandra Cadanțu                    | 3:6, 6:3, 7:66 |
| 20. | 5. November 2017   | Iraklio               | ITF $15.000 | Sand         | Anna Bondár                          | 6:0, 6:3       |
| 21. | 18. März 2018      | Iraklio               | ITF $15.000 | Sand         | Rosa Vicens Mas                      | 6:4, 7:5       |
| 22. | 21. Juli 2019      | Baja                  | ITF W25     | Sand         | Mayar Sherif                         | 6:3, 2:6, 6:2  |
| 23. | 3. Oktober 2021    | Budapest              | ITF W25     | Sand         | Giulia Gatto-Monticone               | 6:1, 6:4       |
| 24. | 27. Februar 2022   | Antalya               | ITF W25     | Sand         | Wang Yafan                           | 6:4, 6:3       |
| 25. | 4. September 2022  | Prag                  | ITF W60     | Sand         | Noma Noha Akugue                     | 6:3, 7:64      |

### Doppel
| Nr. | Datum              | Turnier          | Kategorie   | Belag             | Partnerin           | Finalgegnerinnen                             | Ergebnis          |
| --- | ------------------ | ---------------- | ----------- | ----------------- | ------------------- | -------------------------------------------- | ----------------- |
| 1.  | 18. April 2009     | Hvar             | ITF $10.000 | Sand              | Martina Kubičíková  | Elena Bogdan Martina Borecká                 | 6:4, 0:6, [10:6]  |
| 2.  | 12. September 2009 | Budapest         | ITF $10.000 | Sand              | Virág Németh        | Jana Jandová Lucie Kriegsmannová             | 4:6, 6:3, [10:6]  |
| 3.  | 3. Oktober 2009    | Tiflis           | ITF $25.000 | Sand              | Weronika Kapschaj   | Tatia Mikadse Manana Shapakidze              | 7:5, 0:6, [10:8]  |
| 4.  | 24. Oktober 2009   | Dubrovnik        | ITF $10.000 | Sand              | Conny Perrin        | Matea Cutura Dorotea Kraljevic               | 6:2, 6:3          |
| 5.  | 28. August 2010    | Vinkovci         | ITF $10.000 | Sand              | Raluca Elena Platon | Indire Akiki Zuzana Linhová                  | 6:3, 6:0          |
| 6.  | 4. September 2010  | Osijek           | ITF $10.000 | Sand              | Martina Kubičíková  | Petra Šunić Nataša Zorić                     | 6:1, 6:1          |
| 7.  | 30. Oktober 2010   | Kairo            | ITF $25.000 | Sand              | Martina Kubičíková  | Stephanie Vogt Maša Zec Peškirič             | 6:74, 6:1 [11:9]  |
| 8.  | 23. April 2011     | Civitavecchia    | ITF $25.000 | Sand              | Daniëlle Harmsen    | Diana Enache Liana Ungur                     | 6:2, 6:3          |
| 9.  | 24. September 2011 | Tiflis           | ITF $25.000 | Sand              | Iryna Burjatschok   | Elena Bogdan Andrea Koch Benvenuto           | 7:63, 6:2         |
| 10. | 18. Februar 2012   | Rabat            | ITF $25.000 | Sand              | Jana Čepelová       | Anastasia Grymalska Ilona Kremen             | 6:74, 6:1, [10:4] |
| 11. | 28. Juli 2012      | Bad Waltersdorf  | ITF $10.000 | Sand              | Christina Shakovets | Alexandra Nancarrow Katharina Negrin         | 6:2, 6:0          |
| 12. | 28. September 2012 | Telawi           | ITF $50.000 | Sand              | Christina Shakovets | Kazjaryna Dsehalewitsch Oksana Kalaschnikowa | 3:6, 6:4, [10:6]  |
| 13. | 23. Februar 2013   | Mallorca         | ITF $10.000 | Sand              | Leticia Costas      | Anastasia Grymalska Jana Sisikowa            | 6:3, 6:2          |
| 14. | 2. März 2013       | Mallorca         | ITF $10.000 | Sand              | Leticia Costas      | Lucía Cervera Vázquez Carolina Prats Millán  | 6:2, 6:1          |
| 15. | 13. April 2013     | La Marsa         | ITF $25.000 | Sand              | Jewgenija Paschkowa | Danka Kovinić Laura Pigossi                  | 6:3, 4:6, [10:5]  |
| 16. | 19. Januar 2014    | Port St. Lucie   | ITF $25.000 | Sand              | Irina Chromatschowa | Jan Abaza Louisa Chirico                     | 6:4, 6:4          |
| 17. | 4. April 2014      | Dijon            | ITF $15.000 | Hartplatz         | Isabella Schinikowa | Martina Borecká Michaella Krajicek           | 6:3, 7:5          |
| 18. | 13. Juni 2014      | Budapest         | ITF $25.000 | Sand              | Irina Chromatschowa | Dalila Jakupović Kateřina Kramperová         | 7:5, 6:4          |
| 19. | 25. Oktober 2014   | Iraklio          | ITF $10.000 | Hartplatz         | Julija Stamatowa    | Anna Bondár Dalma Gálfi                      | 6:4, 6:4          |
| 20. | 11. April 2015     | Chiasso          | ITF $25.000 | Sand              | Diana Enache        | Giulia Gatto-Monticone Alice Matteucci       | 6:2, 7:5          |
| 21. | 8. Februar 2016    | Trnava           | ITF $10.000 | Hartplatz (Halle) | Chantal Škamlová    | Lenka Juríková Tereza Malíková               | 6:3, 2:6, [10:7]  |
| 22. | 13. Mai 2016       | Győr             | ITF $25.000 | Sand              | Ana Vrljić          | Vanda Lukács Chantal Škamlová                | 6:4, 6:3          |
| 23. | 20. August 2017    | Graz             | ITF $15.000 | Sand              | Anna Bondár         | Jana Jablonovská Natália Vajdová             | 6:4, 6:3          |
| 24. | 28. Oktober 2017   | Iraklio          | ITF $15.000 | Sand              | Anna Bondár         | Michaela Boev Anna Ukolowa                   | 6:4, 6:2          |
| 25. | 5. November 2017   | Iraklio          | ITF $15.000 | Sand              | Anna Bondár         | Ioana Gaspar Bojana Marinkovic               | 6:4, 2:6, [10:8]  |
| 26. | 16. März 2018      | Iraklio          | ITF $15.000 | Sand              | Anna Bondár         | Emma Laine Sabrina Santamaria                | 7:5, 6:2          |
| 27. | 15. Juni 2018      | Hódmezővásárhely | ITF $60.000 | Sand              | Nadia Podoroska     | Danka Kovinić Nina Stojanović                | 6:4, 6:4          |
| 28. | 13. Oktober 2018   | Pula             | ITF $25.000 | Sand              | Cristina Dinu       | Giorgia Marchetti Camilla Rosatello          | 3:6, 6:1, [13:11] |
| 29. | 1. Juni 2019       | Grado            | ITF $25.000 | Sand              | Anna Danilina       | Oqgul Omonmurodova Cristina Dinu             | 6;2, 6:3          |
| 30. | 6. Juli 2019       | Biella           | ITF $25.000 | Sand              | Elena Bogdan        | Chihiro Muramatsu Yūki Naitō                 | 6;1, 6:3          |
| 31. | 7. März 2020       | Antalya          | ITF $25.000 | Sand              | Mayar Sherif        | İpek Öz Melis Sezer                          | 6:78, 6:1, [10:3] |
| 32. | 5. März 2021       | Manacor          | ITF W25     | Hartplatz         | Lara Salden         | Anna Bondár Tereza Mihalíková                | 6:4, 7:5          |
| 33. | 5. Juni 2021       | Otočec           | ITF W25     | Sand              | Ulrikke Eikeri      | Pia Lovrič Sada Nahimana                     | 5:7, 6:4, [10:5]  |
| 34. | 19. März 2022      | Anapoima         | ITF W25     | Sand              | Ylena In-Albon      | María Carlé Laura Pigossi                    | 1:6, 6:3, [10:7]  |

## Abschneiden bei Grand-Slam-Turnieren

### Einzel
| Turnier         | 2011 | 2012 | 2013 | 2014 | 2015 | 2016 | 2017 | 2018 | 2019 | 2020 | 2021 | 2022 | 2023 | Karriere |
| --------------- | ---- | ---- | ---- | ---- | ---- | ---- | ---- | ---- | ---- | ---- | ---- | ---- | ---- | -------- |
| Australian Open | —    | Q2   | —    | —    | —    | —    | —    | —    | —    | Q1   | Q1   | Q1   | Q1   | —        |
| French Open     | —    | Q1   | —    | —    | —    | —    | —    | —    | —    | Q1   | Q1   | 1    | Q2   | 1        |
| Wimbledon       | —    | Q1   | —    | —    | —    | —    | —    | —    | —    |      | Q1   | Q2   | Q2   | —        |
| US Open         | 1    | Q1   | —    | —    | Q1   | —    | —    | —    | —    | —    | Q3   | Q2   | Q1   | 1        |

Zeichenerklärung: S = Turniersieg; F, HF, VF, AF = Einzug ins Finale / Halbfinale / Viertelfinale / Achtelfinale; 1, 2, 3 = Ausscheiden in der 1. / 2. / 3. Hauptrunde; Q1, Q2, Q3 = Ausscheiden in der 1. / 2. / 3. Qualifikationsrunde; nicht ausgetragen